# Centro Acadêmico Carlos Chagas
O Centro Acadêmico Carlos Chagas, o CACC, é a organização político-estudantil representativa dos acadêmicos do curso de Medicina da Faculdade de Medicina da Universidade Federal do Rio de Janeiro.  A nomeação do centro acadêmico veio como homenagem ao médico sanitarista Carlos Chagas, formado pela então Faculdade de Medicina do Rio de Janeiro. 
Os espaços físicos do CACC estão localizados na Cidade Universitária da UFRJ, na zona norte carioca; estão em funcionamento, atualmente, três sedes do Centro Acadêmico: uma no Centro de Ciências da Saúde, e as duas restantes nas dependências do Hospital Universitário Clementino Fraga Filho. 
A gestão do CACC é eleita pelos alunos regularmente inscritos na Faculdade de Medicina da UFRJ para um período de um ano a começar do dia imediatamente após as eleições, de turno único. As chapas são formadas por alunos regularmente inscritos na Faculdade, sem limite no número de chapas. 